# Associazione Calcio Pro Sesto 1994-1995
Questa pagina raccoglie le informazioni riguardanti l'Associazione Calcio Pro Sesto nelle competizioni ufficiali della stagione 1994-1995.

## Stagione
Nella stagione 1994-1995 la Pro Sesto ha disputato il girone A del campionato di Serie C2, piazzandosi nella quattordicesima posizione in classifica con 36 punti. Il torneo è stato dominato dal Bologna con 81 punti davanti alla Pistoiese con 59 punti, entrambe promosse in Serie B. A Sesto San Giovanni è terminata l'era quinquennale di Gianfranco Motta, che è stato sostituito con Roberto Antonelli 41-enne ex attaccante di Milan, Genoa e Roma. Con lui si cambia modulo di gioco, si passa a zona. Come al solito vengono ceduti i pezzi pregiati della rosa, sostituendoli con ragazzi promettenti. L'addio più doloroso dopo cinque stagioni a Sesto è quello di Giuliano Melosi ceduto al Chievo. I biancocelesti non partono bene come nel campionato scorso, disputano un campionato nelle zone medio basse della classifica, il 4 marzo incappano nella quinta sconfitta interna (0-1) contro il Fiorenzuola, il 12 marzo vanno ad Ospitaletto a giocare contro la penultima in classifica, vanno in vantaggio con Parise, ma poi i bresciani ribaltano il risultato (2-1) con i sestesi che finiscono l'incontro in nove. Si decide di cambiare l'allenatore, viene chiamato Carlo Soldo profondo conoscitore della Serie C1. La vittoria manca in casa da tre mesi, ma arriva subito con la Carrarese (2-1), mettendo in campo determinazione ed agonismo la Pro Sesto si piazza 14ª con 36 punti. Per salvarsi si deve vincere il playout contro l'Ospitaletto, ci riesce perdendo (2-1) fuori e vincendo (1-0) in casa. Retrocedono Ospitaletto, Modena e Palazzolo. Il modulo a zona di Antonelli non ha convinto, con l'arrivo di Soldo la squadra biancoceleste è diventata più concreta raggiungendo la salvezza. Nella Coppa Italia subito fuori contro la Reggiana di Serie A, nella Coppa Italia di Serie C entra in gioco la Pro nei sedicesimi superando il Pavia, poi viene eliminata dalla Spal negli ottavi.

## Rosa
| N. |                   | Ruolo | Calciatore        |
| -- | ----------------- | ----- | ----------------- |
|    | Italia (bandiera) | D     | Cristian Adami    |
|    | Italia (bandiera) | A     | Carmelo Augliera  |
|    | Italia (bandiera) | A     | Giovanni Bonavita |
|    | Italia (bandiera) | C     | Ezio Brevi        |
|    | Italia (bandiera) | D     | Ivan Campese      |
|    | Italia (bandiera) | D     | Davide Corti      |
|    | Italia (bandiera) | C     | Paolo Crucitti    |
|    | Italia (bandiera) | D     | Stefano Di Gioia  |
|    | Italia (bandiera) | C     | Marco Lopriore    |
|    | Italia (bandiera) | A     | Luca Lugnan       |
|    | Italia (bandiera) | D     | Claudio Mandotti  |
|    | Italia (bandiera) | D     | Simone Martinelli |

| N. |                   | Ruolo | Calciatore            |
| -- | ----------------- | ----- | --------------------- |
|    | Italia (bandiera) | C     | Gianni Migliorini     |
|    | Italia (bandiera) | A     | Gian Battista Olivari |
|    | Italia (bandiera) | P     | Paolo Orlandoni       |
|    | Italia (bandiera) | C     | Santo Parise          |
|    | Italia (bandiera) | P     | Roberto Perrone       |
|    | Italia (bandiera) | C     | Giovanni Pilato       |
|    | Italia (bandiera) | D     | Marco Pullo           |
|    | Italia (bandiera) | C     | Mauro Rossetti        |
|    | Italia (bandiera) | C     | Andrea Rota           |
|    | Italia (bandiera) | A     | Massimo Sala          |
|    | Italia (bandiera) | A     | Massimiliano Solimeno |
|    | Italia (bandiera) | C     | Davide Tedoldi        |

## Risultati

### Campionato

#### Girone di andata
| Arbitro: | Acronzio (Teramo) |

|  |           |                        |
|  | Marcatori | 87’ (rig.) Ghirardello |

| Arbitro: | Alvino (Salerno) |

|                           |           |                                    |
| Picasso 31’ Sarracino 70’ | Marcatori | 45+2’ (rig.) Di Gioia 52’ Crucitti |

| Arbitro: | Genovese (Avellino) |

|  |           |                      |
|  | Marcatori | 19’ Zanini 88’ Nardi |

| Arbitro: | Guiducci (Arezzo) |

|                |           |                  |
| Pietranera 31’ | Marcatori | 8’, 32’ Augliera |

| Arbitro: | Mandolito (Cosenza) |

|                                   |           |                  |
| Massimo Sala 47’ (rig.) Brevi 81’ | Marcatori | 80’ Stefano Sala |

| Arbitro: | Capozzi (Vicenza) |

|                                |           |             |
| Trapella 62’ Bellucci 70’, 93’ | Marcatori | 55’ M. Sala |

| Arbitro: | Gregoroni (Napoli) |

|                                 |           |  |
| Di Gioia 62’ M. Sala 83’ (rig.) | Marcatori |  |

| Arbitro: | Casaluci (Lecce) |

|              |           |  |
| Faccenda 55’ | Marcatori |  |

| Arbitro: | Baglioni (Prato) |

|                                |           |             |
| M. Sala 40’ Pezzoli 87’ (aut.) | Marcatori | 65’ Lanzara |

| Arbitro: | Urbano (Carbonia) |

|                     |           |                |
| Di Gioia 41’ (rig.) | Marcatori | 15’ Bugiardini |

| Arbitro: | Longo (Paola) |

|                                                                        |           |                        |
| M. Pellegrini 61’ (rig.), 90’ Orlandoni 81’ (aut.) Di Gioia 82’ (aut.) | Marcatori | 24’ Lugnan 55’ Tedoldi |

| Arbitro: | Pascqriello (Lecce) |

|  |           |          |
|  | Marcatori | 8’ Brogi |

| Alessandria 27 novembre 1994 13ª giornata | Alessandria       | 0 – 0 | Pro Sesto | Stadio Giuseppe Moccagatta\| Arbitro: \| Innocente (Udine) \| |
| Arbitro:                                  | Innocente (Udine) |       |           |                                                               |

| Arbitro: | D'Errico (Frattamaggiore) |

|            |           |  |
| Parise 79’ | Marcatori |  |

| Arbitro: | Strocchia (Nola) |

|          |           |               |
| Zian 76’ | Marcatori | 45+2’ M. Sala |

| Arbitro: | Gambino (Barletta) |

|                       |           |  |
| Doni 53’ Olivares 67’ | Marcatori |  |

| Arbitro: | Alban (Bassano del Grappa) |

|           |           |               |
| Lugnan 4’ | Marcatori | 92’ M. Tacchi |

#### Girone di ritorno
| Arbitro: | Cito (Nichelino) |

|                     |           |              |
| Deflorio 15’ (rig.) | Marcatori | 52’ Bonavita |

| Sesto San Giovanni 22 gennaio 1995 19ª giornata | Pro Sesto        | 0 – 0 | Carpi | Stadio Breda\| Arbitro: \| Santoruvo (Bari) \| |
| Arbitro:                                        | Santoruvo (Bari) |       |       |                                                |

| Arbitro: | Zaltron (Bassano del Grappa) |

|                           |           |            |
| Mazzoleni 40’ Lorenzo 71’ | Marcatori | 36’ Lugnan |

| Arbitro: | Bancale (Latina) |

|             |           |                          |
| M. Sala 83’ | Marcatori | 22’, 35’, 50’ Pietranera |

| Arbitro: | Sputore (Vasto) |

|  |           |                            |
|  | Marcatori | 12’ Migliorini 40’ Olivari |

| Arbitro: | Manari (Teramo) |

|  |           |           |
|  | Marcatori | 65’ Nitti |

| Arbitro: | Pirrone (Messina) |

|                          |           |            |
| Ettori 28’ Granzotto 61’ | Marcatori | 14’ Parise |

| Arbitro: | Pizzini (Verona) |

|                        |           |              |
| Lugnan 28’ M. Sala 88’ | Marcatori | 69’ Colacone |

| Leffe 26 marzo 1995 26ª giornata | Leffe                     | 0 – 0 | Pro Sesto | Stadio Carlo Martinelli\| Arbitro: \| Mulonia (Reggio Calabria) \| |
| Arbitro:                         | Mulonia (Reggio Calabria) |       |           |                                                                    |

| Arbitro: | Cardella (Torre del Greco) |

|                                           |           |              |
| Bacci 13’ Bizzarri 23’ (rig.), 45+2’, 54’ | Marcatori | 27’ Crucitti |

| Sesto San Giovanni 9 aprile 1995 28ª giornata | Pro Sesto        | 0 – 0 | Modena | Stadio Breda\| Arbitro: \| Baglioni (Prato) \| |
| Arbitro:                                      | Baglioni (Prato) |       |        |                                                |

| Arbitro: | Alvino (Salerno) |

|                     |           |             |
| F. Rossi 58’ (rig.) | Marcatori | 61’ Olivari |

| Arbitro: | Gambino (Barletta) |

|                        |           |               |
| Lugnan 28’ Tedoldi 49’ | Marcatori | 52’ Romairone |

| Arbitro: | Ingenito (Nocera Inferiore) |

|              |           |                        |
| Califano 13’ | Marcatori | 81’ (aut.) Mascheretti |

| Arbitro: | Urbano (Carbonia) |

|                    |           |                              |
| M. Sala 23’ (rig.) | Marcatori | 21’ Cecchini 65’ Dalla Costa |

| Arbitro: | Bizzotto (Castelfranco Veneto) |

|  |           |                    |
|  | Marcatori | 81’ Doni 88’ Nervo |

| Ravenna 28 maggio 1995 34ª giornata | Ravenna             | 0 – 0 | Pro Sesto | Stadio Bruno Benelli\| Arbitro: \| Genovese (Avellino) \| |
| Arbitro:                            | Genovese (Avellino) |       |           |                                                           |

### Playout salvezza
| Arbitro: | Ferrarini (Parma) |

|                           |           |             |
| Romele 42’ G. Carbone 71’ | Marcatori | 88’ M. Sala |

| Arbitro: | Pin (Conegliano) |

|            |           |  |
| Parise 35’ | Marcatori |  |

## Coppa Italia
| Arbitro: | Borriello (Mantova) |

|  |           |                           |
|  | Marcatori | 12’ Sgarbossa 55’ Dionigi |

### Coppa Italia Serie C
| Arbitro: | Rigolon (Trento) |

|                         |           |  |
| Manna 71’ Angeretti 85’ | Marcatori |  |

| Sesto San Giovanni 8 dicembre 1994 Sedicesimi - Ritorno | Pro Sesto            | 2 – 0 | Pavia | Stadio Breda\| Arbitro: \| Calcagno (Nichelino) \| |
| Arbitro:                                                | Calcagno (Nichelino) |       |       |                                                    |

| Arbitro: | Serena (Bassano del Grappa) |

|             |           |  |
| M. Sala 88’ | Marcatori |  |

| Arbitro: | Gregoroni (Napoli) |

|                         |           |                         |
| Lugnan 58’ Crucitti 63’ | Marcatori | 53’ Soda 78’ Martorella |

| Ferrara 7 febbraio 1995 Ottavi - Ritorno | SPAL                        | 0 – 0 | Pro Sesto | Stadio Paolo Mazza\| Arbitro: \| Ingenito (Nocera Inferiore) \| |
| Arbitro:                                 | Ingenito (Nocera Inferiore) |       |           |                                                                 |